# 宮部みゆき
宮部 みゆき（みやべ みゆき、1960年〈昭和35年〉12月23日 - ）は、日本の小説家。東京都江東区生まれ。
日本推理作家協会会員。2001年時点で日本SF作家クラブ会員だったが、2024年10月時点では会員名簿に名前がない。
OL、法律事務所、東京ガス集金課勤務の後、小説家になる。1987年（昭和62年）、「我らが隣人の犯罪」でデビューする。以後、『龍は眠る』（日本推理作家協会賞受賞）『火車』（山本周五郎賞受賞）『理由』（直木賞受賞）『模倣犯』（毎日出版文化賞特別賞受賞）などのミステリー小説や、『本所深川ふしぎ草紙』（吉川英治文学新人賞受賞）『ぼんくら』などの時代小説で人気作家となる。ファンタジーやジュブナイルものの作品も執筆している。雑誌幻影城ファンクラブ「怪の会」元会員。

## 経歴

### 生い立ち
1960年（昭和35年）12月23日、東京都江東区深川のサラリーマン家庭に生まれる。母方の祖父は木場の川並職人、父親も職人的な仕事に就いていた。深川の下町で代を重ねてきた母方で数えると、宮部の代で4代目に当たる。宮部は、小説家デビューを果たした後もこの町で部屋を借りて仕事場にしている（※少なくとも1998年頃まで）。
小学校2年生の時、父が買ってくれた『杜子春』を1日で読み終えてしまった。その後は移動図書館で様々な本を借りて読むようになり、『人形の家』ルーマー・ゴッデンや『ドリトル先生』シリーズは愛読書になった。
また、父から落語や講談の怪談噺を聞かされて育っている。父はテレビ時代劇も大好きで、一家にはNHK大河ドラマを観る習慣があったので、みゆき自身もファンになり、特に中学校1年生の時（1973年/昭和48年）は戦国時代を舞台にした『国盗り物語』に夢中になった。本放送だけでなく週末の再放送まで観たのはもちろんで、この番組を通して複雑な人間関係や時代背景、そして戦国時代の基礎知識を学習した。1979年（昭和54年）のNHK大河ドラマ『草燃える』では、鎌倉時代について学習する機会を得た。また、父に倣って原作の時代小説を読み、永井路子のファンになって、永井の他作品も読んでいる。山本周五郎の『赤ひげ診療譚』と他の小説も同様の経緯で読んだ。一方、母は映画好きで、ハリウッドの黄金期の映画、例えば『恐怖の報酬』『鳥』『サイコ』などの話を、子供の頃のみゆきに語り聞かせてきたという。ビデオテープレコーダが一般家庭に普及する以前の話である。
学校図書館で借りた『世界の名作怪奇館シリーズ』に夢中になったのも、中学生の頃であった。また、中学時代から高校時代にかけて、英米の怪奇小説にはまり、『幻想と怪奇』（ハヤカワ・ポケット・ミステリ）、『怪奇小説傑作集』（創元推理文庫）、アンソロジー『怪奇と幻想』（角川文庫）、荒俣宏・紀田順一郎監修の『怪奇幻想の文学』シリーズ（新人物往来社）などを、公立図書館で借りて読んだ。
小・中学校ではずっと、作文で褒められたことがなかった。小学校4年生の時など、読書感想文を「感想でなく本の宣伝文だ」として手直しするよう先生から指示されてしまっている。しかし、高校3年生の時の担任であった国語教師からは、「宮部は人に読ませようとして書いているから、小説家やライターになれるかも知れない。」と、初めて褒められたという。

### 就職後、小説を書く
1976年（昭和51年）、江東区立深川第四中学校を卒業。1979年（昭和54年）、東京都立墨田川高等学校を卒業。高校卒業後は、OLとして2年間勤めている。このOL時代に裁判所速記官試験（現在は養成中止）に挑むも不合格となり、中根速記学校で速記を学び、速記検定1級を取得している。
1981年（昭和56年）・21歳の時から法律事務所に5年間勤務し、和文タイプライターのタイピストを担当した。事務所は新宿歌舞伎町にあり、顧問になっている店も風俗店が多かった。5回の破産企業の管財人就任の時以外は空き時間が多く、留守番時には速記のアルバイトも許されて、『判例時報』などを読んでいた。
10歳代からの海外ミステリに続き、当時日本のミステリも読むようになる。映画の影響もあり、自分も何かを書いてみたいという気持ちが湧くものの、うまくいかなかった。参考に買った本は、ヒッチコックとトリュフォーの共著『映画術』であった。初歩習作『最初の依頼人』36枚を書く。
1983年（昭和58年）・23歳の時、発売されたワープロ（ワードプロセッサ）を、仕事に必要になると買った宮部は、勤務後に自宅で文字打ちの練習を始めたが、突然、長文を作り始めて止められなくなった。そのうち、自分が打っているのは「小説」だと気付いた。毎晩、睡眠時間を削って深夜まで打ち続け、腕まで痛くなってもやめない宮部は、親に叱られても聞かず、生涯初の小説を完成させてしまった。のちに宮部は『朝日新聞』夕刊連載コラムの中で「ミヤベミユキという小説家はワープロ様抜きでは生まれなかった」と振り返っている。なお、この小説は発表されていない。
1984年（昭和59年）、講談社フェーマススクール・エンタテイメント小説作法教室を雑誌広告で知った宮部は、1年半、教室に通った。高額授業料のため、期末まで残り半年は各回の打ち上げにのみ参加していたという。ここで、山村正夫、南原幹雄、多岐川恭の講師と石川喬司、阿刀田高のゲスト講師に学んだ。ただ、この頃はまだ、プロになれるなどとは思っていなかった。

### 作家へ
小説教室の仲間に勧められ、試しにオール讀物推理小説新人賞に応募し、3回目の1986年（昭和61年）候補になり、夏樹静子に励ましの評価を貰って、小説家への道が見え、意欲が初めて湧く。翌1987年（昭和62年）にオール讀物推理小説新人賞を受賞し、短編「我らが隣人の犯罪」でデビューする。多岐川恭に「仕事を辞めないこと、次作が載らず、なかなか本が出なくても書き続ける、健康に注意」と助言される。長編依頼をもらい、時間拘束のきつい法律事務所を辞め、自由のきく東京ガスの集金人を2年間務める。2年半かけて1989年（平成元年）2月に東京創元社『鮎川哲也と十三の謎』の第5回配本『パーフェクト・ブルー』が初出版される。同年に専業作家となり、『魔術はささやく』を書き、1989年日本推理サスペンス大賞を受賞する。『龍は眠る』（綾辻行人と日本推理作家協会賞を同時受賞）などの超能力を扱った作品が多かったが、1992年（平成4年）に発表した『火車』は、クレジットカードローンによる多重債務問題を描き出し、山本周五郎賞を受賞した。
ミステリーではその後、『理由』で直木三十五賞、『模倣犯』で毎日出版文化賞特別賞、『名もなき毒』で吉川英治文学賞を受賞した。宮崎勤事件に触発されて書いた『模倣犯』の後で現代の闇を描くことに疲れて、時代小説やファンタジーを重点に書く。
時代小説では、江戸に住む人々の人情を描き、吉川英治文学新人賞を受賞した『本所深川ふしぎ草紙』や、超能力ものの『霊験お初捕物控』、深川を舞台にしたミステリー『ぼんくら』『日暮らし』などがある。
趣味としてコンシューマーゲーム（家庭用ゲーム）を楽しむ宮部は、2001年（平成13年）発売のアクションアドベンチャーゲーム『ICO』では、こちら側から申し出て小説化している。『ドリームバスター』（2001年刊行）やアニメ映画化された『ブレイブ・ストーリー』（2003年刊行）などのファンタジー小説もある。大量殺人を忌避する気持ちから、2010年（平成22年）、初めて恋愛も登場するノンミステリーの青春小説『小暮写真館』を書く。2012年（平成24年）、『ソロモンの偽証』が3部作、原稿用紙4700枚という超大作として話題になった。
大沢在昌の主宰する事務所の大沢オフィスに京極夏彦とともに参加し3人の共同出資の「株式会社大沢オフィス」を設立している（現・株式会社ラクーンエージェンシー）。オフィスの公式サイト名は3人の姓から1字ずつとって「大極宮」と命名した。コードネームは「安寿」。また、2005年（平成17年）夏公開の映画『妖怪大戦争』のプロデュースチーム「怪」の一員にもなった。

### 執筆
1995年（平成7年）に自身が語ったところによると、書き始めたころからの、どこからかストーリーが下りてきてワープロが書いているような感覚が続いていた。知人に、「いつもワープロにしめ縄を張って拝んでいるのでは」と言われた。人物設定でも、『火車』の「休職中の刑事」でも、考えたわけではなくて、そういう人として出てきた。でも、最後に犯人が出てくる小説を書くという基本設定や大阪球場内の住宅展示場を舞台になど自分で考えた。小説の世界が別にあって、そこから人物だけ引っ張ってきているから、背景が自分のものになっていなくて当時はシリーズが書けないと思った。いろいろ私事や体調などでアンテナの感度が悪くなると、何もキャッチできなくなりたちまちスランプになった。初期の1992年（平成4年）から2001年（平成13年）にかけて、多くの連載が中断され、未完のままとなっている。他の作家のように、連載で問題があっても後で加筆修正し、完成させることができないでいる。
全体的に作品の多くは、タイトルとラストの3行、時には2ページくらいは決まっている。そういうラストストックが数本コルクボードに貼ったり、データや頭の中の画像としてある。タイトルが決まらないと書けない。冒頭から書いていき、途中考えたことが何か所か浮かんでいて、その間とラストまでを作り書いていく。これも、重要な部分だけ決定している時と、タイトルを決めた段階で細部まで設定している場合の2パターンある。人物の顔は、空想を限定するので書かない。誰から見ているのか視点を大切にする。説明は極力せず会話で表す。「視点にブレがなく、だれが本当のことを言って、誰が嘘ついているか、調べてみなくちゃわからないというルール。」なら私にはミステリーだと定義している。
2002年（平成14年）の段階では、執筆に対して一定の自己コントロールができるようになった。取材は簡略な方である。警察や日本銀行本店本館の取材にも行ったが、ロッカーの名札の順番や湯呑みを置く順序、日銀も給湯室や掃除道具置き場など日常を表す場所を注意して見る。そういう場所を書いて作品に親しみやすくする。普通の人は書けるが、周りにいないスターなど書けないでいる。国会議員や秘書、中央官僚などは取材しても書けないであろうとのこと。
最初に、人目を引く謎を提出して、それから多視点で光を当てて謎と全体像を浮かび上がらせる手法をよく使用する。他の作家は事前に詳細なプロットを作るが、宮部は一切設計図無しで書いてしまう。
“普通の人”を被害者にする悪質なカルト宗教やマルチ商法に激しく怒りを感じ、20世紀に書いた現代ミステリは、自分が怒りや不安を感じた事件が、譬えれば綾織りのように出たと感じている。「社会派」と言われると大いに戸惑う。常に「自分がこうだったら怖い」「世の中のこういう所がすごく不安だ」ということを書く。女性の主人公にしたりする描き方は、ずっと意識している。一時期までは「女性なのに刑事や検事だ」と特別な位置づけが必要であった。
杉村三郎シリーズの短編集『希望荘』で、2011年（平成23年）に発生した東日本大震災当日の様子を書いたのは放射能の数値が花粉情報のように流され、怯え気にしていた姿を残したかったとのことで、同シリーズの『昨日がなければ明日もない』「絶対零度」で、体育会系の同調圧力を書いたのは、不明な組織に入れられて「お前がいちばん下だから」と命令されるのが怖いと感じたからとのこと。ナチス・ドイツがどんな仕組みで、当時の人たちがどう暮らしたのかにも興味がある。第二次世界大戦の戦前・戦中における日本で異状が日常になったのに普通に過ごした意外性にも怖さを感じている。ファンタジーで、全体主義的なものが個々の人間にどう働きかけるのか書きたい気持ちがある。
時代小説では、年代を固定化したくないので有名人を出さない。特に『三島屋変調百物語シリーズ』は、江戸時代後期の設定であるが、幕末になると不得意なので、長年にわたる話であるが、時代を進めないように努めている。江戸時代の前期・中紀・後期では、それぞれ物価が違うので、物の値段は出さないようにしている。『鬼滅の刃』のテレビアニメを観て、舞台は大正時代であるが、時代劇的要素が強いイメージに「出し方や見せ方で時代小説はまだ広がる」と希望を持った。
アイデアは仕事場で机に向って考え思いつく。他の人と違い、息抜きの場では何も浮かばない。仕事場以外では作業できない。パソコンでは原稿用紙縦型レイアウトを使用して1枚分しか表示せずプリントアウトして赤入れして直す。パソコンはインターネットに接続しておらず、調査に使わず、メールアドレスも持たず、ワープロ専用機として使用している。
最後の勤務2年間の東京ガス集金課の、料金の取り立てで社会の各層を見聞きしたことが、直接に参考になっている。

## 人物
インタビューで「小説教室で作家になって、"だったら私もなれる" と誤解させる罪作りな作家だ」と言われて少し愕然とする。文芸部にも入ったことがなく、同人誌もしていない。経験も伝（つて）も無く、小説教室に行くしかなかった。年配のプロを目指す人の中で、自分は初めてで最初はダメだったが、感想を言ってもらっただけでうれしかった。大極宮での「作家になる方法」の質問には、まず書くしかないし、「人が書いていないものを書く」、後は運任せの厳しい世界だ、と答えている。

### ゲーム
無類のコンシューマーゲーム（家庭用ゲーム）好きとしても知られている。ゲーム好きになったきっかけは、1994年（平成6年）、体調が悪く、仕事も遅れて落ち込んでいる時に、「気が晴れるから」と綾辻行人にファミコン・ゲームを勧められ、夢中になったことによる。その後、パソコンも購入してゲーム範囲が広がったという。宮部にとってのコンシューマーゲームは、読書と同様にひとりで楽しむものであり、他のプレイヤーと交流するオンラインゲームはやる気にならないという。
2002年（平成14年）に発売されたRPG『幻想水滸伝III』では、発売前、公式ウェブサイト内にて先行プレイ日記（公開は終了）を8回にわたって公開していた。2005年（平成17年）発売のRPG『ローグギャラクシー』については、シナリオを酷評している。また、コーエー（現・コーエーテクモゲームス）が運営するMMORPG『大航海時代Online』（2005年〈平成17年〉発売）では、2006年（平成18年）3月に公式イベント「宮部みゆき『ドリームバスター』in『大航海時代 Online』」を行い、宮部はシナリオを監修した。このゲームでは、宮部のSF小説『ドリームバスター』のキャラクターが登場して活躍している。『タクティクスオウガ』の熱烈なファンで、地下100階の広大なマップであるエクストラステージ「死者の宮殿」を15周するぐらいにやりこんでいる。

### 交友
宮部みゆき（1960年12月23日、東京生まれ）と綾辻行人（1960年12月23日、京都生まれ）は、生年月日とデビューの年月（1987年？月）が同じであり、デビュー作が推理小説であったという点まで共通している。宮部は、先に単行本を出版した綾辻をミステリ作家として尊敬の対象としつつも、交流が増えるに連れて「仲の良い友人でライバルだ」と語るようになった。
宮部には、1993年（平成5年）の事務所開設以来20年あまりの付き合いで、最も「宮部みゆき」を知る2歳下の担当編集者がいた。その人が病気で余命3か月と宣告された折、病室に見舞いに行っても宮部は、ただ泣くばかりだったが、彼女から「私が先にいって、宮部さんの作家として重荷になっている事を全部持って行くから、身軽になってほしい。」と言われた。その女性が2014年（平成26年）に亡くなった後、宮部は喪失感で自分が半分失くなったように感じたが、しばらくして彼女の遺した言葉を思い出して気が楽になり、「亡くなって自分といつも一緒にいて自分のこれからの仕事を見守ってくれている」と感じられるようになって、以来、彼女の思い出が仕事の原動力になっているとのことである。

## 文学賞受賞歴・候補歴
- 1986年
  - 「祝・殺人」で第25回オール讀物推理小説新人賞候補。
  - 「騒ぐ刀」で第11回歴史文学賞候補。
  - 「デッド・ドロップ」で第47回小説現代新人賞候補。
- 1987年 - 「我らが隣人の犯罪」で第26回オール讀物推理小説新人賞受賞[1]。
- 1988年 - 『かまいたち』で第12回歴史文学賞佳作入選。
- 1989年 - 『魔術はささやく』で第2回日本推理サスペンス大賞受賞。
- 1990年 - 「サボテンの花」で第43回日本推理作家協会賞（短編および連作短編集部門）候補[1]。
- 1991年
  - 『本所深川ふしぎ草紙』で第13回吉川英治文学新人賞受賞[1]。
  - 『レベル7』で第44回日本推理作家協会賞（長編部門）候補[1]。
  - 『龍は眠る』で第105回直木三十五賞候補。
- 1992年
  - 『返事はいらない』で第106回直木三十五賞候補。
  - 『龍は眠る』で第45回日本推理作家協会賞（長編部門）受賞[1]。
  - 「六月は名ばかりの月」で第45回日本推理作家協会賞（短編および連作短編集部門）候補[1]。
- 1993年 - 『火車』で第6回山本周五郎賞受賞[1]、第108回直木三十五賞候補。
- 1996年 - 『人質カノン』で第115回直木三十五賞候補。
- 1997年 - 『蒲生邸事件』で第18回日本SF大賞受賞[1]、第116回直木三十五賞候補。
- 1999年 - 『理由』で第120回直木三十五賞受賞[1]、第17回日本冒険小説協会大賞（国内部門大賞）受賞。
- 2001年 - 『模倣犯』で第55回毎日出版文化賞（特別賞）受賞。
- 2002年 - 『模倣犯』で第5回司馬遼太郎賞受賞、第52回芸術選奨文部科学大臣賞受賞。
- 2007年 - 『名もなき毒』で第41回吉川英治文学賞受賞[1]、第4回本屋大賞第10位[39]。
- 2008年 - 『BRAVE STORY』（『ブレイブ・ストーリー』英訳版）でミルドレッド・L・バチェルダー賞（英語版）受賞。
- 2013年 - 『ソロモンの偽証』で第10回本屋大賞第7位[40]。
- 2014年 - 『荒神』で週刊朝日「2014年 歴史・時代小説ベスト10」第1位。
- 2022年 - 第70回菊池寛賞受賞。

## ミステリ・ランキング

### 週刊文春ミステリーベスト10
- 1990年 - 『レベル7』10位
- 1991年 - 『龍は眠る』8位
- 1992年 - 『火車』1位
- 1996年 - 『蒲生邸事件』3位
- 1998年 - 『理由』1位、『クロスファイア』14位
- 2000年 - 『ぼんくら』9位、『あやし〜怪〜』30位
- 2001年 - 『模倣犯』1位、『R.P.G.』8位
- 2006年 - 『名もなき毒』1位
- 2007年 - 『楽園』2位
- 2010年 - 『小暮写眞館』7位
- 2012年 - 『ソロモンの偽証』2位
- 2016年 - 『希望荘』4位
- 2017年 - 『この世の春』9位
- 2019年 - 『昨日がなければ明日もない』12位

### このミステリーがすごい!
- 1991年 - 『魔術はささやく』9位、『レベル7』14位
- 1992年 - 『龍は眠る』4位、『返事はいらない』20位
- 1993年 - 『火車』2位
- 1997年 - 『蒲生邸事件』4位
- 1999年 - 『理由』3位、『クロスファイア』15位
- 2001年 - 『あやし〜怪〜』14位
- 2002年 - 『模倣犯』1位、『R.P.G.』19位
- 2007年 - 『名もなき毒』6位
- 2008年 - 『楽園』8位
- 2011年 - 『小暮写眞館』8位
- 2013年 - 『ソロモンの偽証』2位
- 2015年 - 『ペテロの葬列』7位
- 2017年 - 『希望荘』9位
- 2018年 - 『この世の春』26位
- 2020年 - 『昨日がなければ明日もない』8位

### 本格ミステリ・ベスト10
- 1999年 - 『理由』13位
- 2002年 - 『模倣犯』9位
- 2013年 - 『ソロモンの偽証』22位

### ミステリが読みたい!
- 2008年 - 『楽園』1位
- 2009年 - 『おそろし』5位
- 2011年 - 『小暮写眞館』17位
- 2014年 - 『ソロモンの偽証』14位
- 2015年 - 『ペテロの葬列』13位
- 2017年 - 『希望荘』15位
- 2020年 - 『昨日がなければ明日もない』9位

## 文学賞選考委員歴
- 創元推理短編賞（1994年度第1回から1999年度第6回）
- 江戸川乱歩賞（1999年第45回から2002年第48回）[1]
- 横溝正史ミステリ大賞（1997年第17回から2001年第21回）
- ホラーサスペンス大賞（2000年第1回から2002年第3回）
- 小説すばる新人賞（2001年第14回から）
- 日本推理作家協会賞長編及び連作短編集部門（第56回から第57回）[1]
- 日本推理作家協会賞短編部門・評論その他の部門（第58回から第59回）[1]
- 吉川英治文学新人賞（2004年度第26回から2011年度第34回）
- 直木三十五賞（140回〈2008年下半期〉から）
- 日本SF大賞（2010年第31回から2012年第33回）
- 河合隼雄物語賞（2013年第1回から2016年第4回）[41]

## 作品リスト

### 現代小説（ファンタジー・SF含む）

#### 元警察犬「マサ」シリーズ
- パーフェクト・ブルー（1989年2月 東京創元社 / 1992年12月 創元推理文庫 / 2008年4月 新潮社 / 2019年11月 創元推理文庫【新装版】）
- 心とろかすような マサの事件簿（1997年11月 東京創元社 / 2001年4月 創元推理文庫 / 2019年11月 創元推理文庫【新装版】）
  - 収録作品：心とろかすような / てのひらの森の下で / 白い騎士は歌う / マサ、留守番する / マサの弁明
    - 【再編集・改題】マサの留守番 蓮見探偵事務所事件簿（2008年4月 講談社青い鳥文庫） - 「心とろかすような」は未収録

#### 親友「島崎君」シリーズ
- 今夜は眠れない（1992年2月 中央公論社 / 1996年10月 中央公論社C★NOVELS / 1998年11月 中公文庫 / 2002年5月 角川文庫 / 2006年3月 講談社青い鳥文庫）
- 夢にも思わない（1995年5月 中央公論社 / 1997年10月 中央公論社C★NOVELS / 1999年5月 中公文庫/ 2002年11月 角川文庫）

#### ドリームバスター・シリーズ
- ドリームバスター（2001年11月 徳間書店 / 2009年1月 トクマ・ノベルズEdge）
- ドリームバスター2（2003年3月 徳間書店 / 2009年7月 トクマ・ノベルズEdge）
- ドリームバスター3（2006年3月 徳間書店 / 2010年1月 トクマ・ノベルズEdge）
- ドリームバスター4（2007年5月 徳間書店）
  - 【分冊】ドリームバスター4 時間鉱山 前篇（2010年7月トクマ・ノベルズEdge）
  - 【分冊】ドリームバスター5 時間鉱山 後篇（2010年8月トクマ・ノベルズEdge）

#### 杉村三郎シリーズ
- 誰か Somebody（2003年11月 実業之日本社 / 2005年8月 光文社カッパ・ノベルス / 2007年12月 文春文庫）
- 名もなき毒（2006年8月 幻冬舎 / 2009年5月 光文社カッパ・ノベルス / 2011年12月 文春文庫）
- ペテロの葬列（2013年12月 集英社 / 2016年4月 文春文庫【上・下】）
- ソロモンの偽証「第III部 法廷」の新潮文庫版下巻に収載、書き下ろし中編「負の方程式」- 杉村三郎・登場
- 希望荘（2016年6月 小学館 / 2018年11月 文春文庫）
  - 収録作品：聖域 / 希望荘 / 砂男（「彼方の楽園」を改題） / 二重身
- 昨日がなければ明日もない（2018年11月 文藝春秋 / 2021年5月 文春文庫）
  - 収録作品：絶対零度 / 華燭 / 昨日がなければ明日もない

#### ここはボツコニアンシリーズ
- ここはボツコニアン（2012年2月 集英社 / 2016年3月 集英社文庫）
- ここはボツコニアン2 魔王がいた街（2012年11月 集英社 / 2016年5月 集英社文庫）
- ここはボツコニアン3 二軍三国志（2013年8月 集英社 / 2016年7月 集英社文庫）
- ここはボツコニアン4 ほらホラHorrorの村（2014年9月 集英社 / 2016年9月 集英社文庫）
- ここはボツコニアン5 FINAL ためらいの迷宮（2015年9月 集英社 / 2016年11月 集英社文庫）

#### シリーズ外作品
- 魔術はささやく（1989年12月 新潮社 / 1993年1月 新潮文庫 / 2008年1月 新潮社【新装版】）
- 我らが隣人の犯罪（1990年1月 文藝春秋 / 1993年1月 文春文庫 / 2008年1月 新潮社【新装版】）
  - 収録作品：我らが隣人の犯罪 / この子誰の子 / サボテンの花 / 祝・殺人 / 気分は自殺志願
    - 【再編集・改題】この子だれの子（2006年10月 講談社青い鳥文庫） - 「祝・殺人」は未収録
- 東京殺人暮色（1990年4月 光文社）
  - 【改題】東京下町殺人暮色（1994年10月 光文社文庫）
    - 【改題】刑事の子（2011年9月 光文社BOOK WITH YOU / 2013年9月 光文社文庫）
- レベル7（1990年9月 新潮社 / 1993年9月 新潮文庫 / 2008年2月 新潮社【新装版】）
- 龍は眠る（1991年2月 出版芸術社 / 1995年1月 新潮文庫 / 2006年6月 双葉文庫）
- 返事はいらない（1991年9月 実業之日本社 / 1994年12月 新潮文庫）
  - 収録作品：返事はいらない / ドルシネアにようこそ / 言わずにおいて / 聞こえていますか / 裏切らないで / 私はついてない
- スナーク狩り（1992年6月 光文社カッパ・ノベルス / 1997年6月 光文社文庫 / 2011年7月 光文社文庫プレミアム）
- 火車（1992年7月 双葉社 / 1998年1月 新潮文庫）
- 長い長い殺人（1992年9月 光文社 / 1997年5月 光文社カッパ・ノベルス / 1999年6月 光文社文庫 / 2011年 光文社文庫プレミアム）
- とり残されて（1992年9月 文藝春秋 / 1995年12月 文春文庫）
  - 収録作品：とり残されて / おたすけぶち / 私の死んだ後に / 居合わせた男 / 囁く / いつも二人で / たった一人
- ステップファザー・ステップ（1993年3月 講談社 / 1996年7月 講談社文庫 / 2008年5月 講談社ペーパーバックスK / 2021年2月 講談社文庫【新装版】）
  - 収録作品：ステップファーザー・ステップ / トラブル・トラベラー / ワンナイト・スタンド / ヘルタースケルター / ロンリー・ハート / ハンド・クーラー / ミルキーウエイ
    - 【改題】ステップファザー・ステップ 屋根から落ちてきたお父さん（2005年10月 講談社青い鳥文庫 / 2008年3月 講談社青い鳥文庫 SLシリーズ） - 「ワンナイト・スタンド」は未収録
- 淋しい狩人（1993年10月 新潮社 / 1997年1月 新潮文庫 / 2008年3月 新潮社【新装版】） - 連作短編集
  - 収録作品：六月は名ばかりの月 / 黙って逝った / 詫びない年月 / うそつき喇叭 / 歪んだ鏡 / 淋しい狩人
- 地下街の雨（1994年4月 集英社 / 1998年10月 集英社文庫）
  - 収録作品：地下鉄の雨 / 決して見えない / 不文律 / 混線 / 勝ち逃げ / ムクロバラ / さよなら、キリハラさん
- 鳩笛草（1995年9月 光文社カッパ・ノベルス） - 「燔祭」は「クロスファイア」の前日談
  - 【改題】鳩笛草―燔祭/朽ちてゆくまで（2000年4月 光文社文庫 / 2011年7月 光文社文庫プレミアム）
    - 収録作品：鳩笛草 / 燔祭 / 朽ちてゆくまで
- 人質カノン（1996年1月 文藝春秋 / 2001年9月 文春文庫）
  - 収録作品：人質カノン / 十年計画 / 過去のない手帳 / 八月の雪 / 過ぎたこと / 生者の特権 / 漏れる心
- 蒲生邸事件（1996年9月 毎日新聞社 / 1999年1月 光文社カッパ・ノベルス / 2000年10月 文春文庫 / 2013年7月、8月 講談社青い鳥文庫【上・下】絵：黒星紅白 / 2017年11月 文春文庫 新装版【上・下】）
- 理由（1998年5月 朝日新聞社 / 2002年8月 朝日文庫 / 2004年6月 新潮文庫）
- クロスファイア（1998年10月 光文社カッパノベルス【上・下】 / 2002年9月 光文社文庫【上・下】 / 2011年7月 光文社文庫プレミアム【上・下】）
- 模倣犯（2001年3月 小学館【上・下】 / 2005年11月 - 12月 新潮文庫【全5巻】）
- R.P.G.（2001年8月 集英社文庫）
- ブレイブ・ストーリー（2003年3月 角川書店【上・下】 / 2003年3月 角川書店【愛蔵版】 / 2006年5月 角川文庫【上・中・下】 / 2006年5月 角川スニーカー文庫【全4巻】 / 2009年6月 - 2010年6月 角川つばさ文庫【全4巻】/ 2021年6月 角川文庫【上・中・下】）
- ICO －霧の城－（2004年6月 講談社 / 2008年6月 講談社ノベルス / 2010年11月 講談社文庫【上・下】） - ノベライズ小説
- 楽園（2007年8月 文藝春秋【上・下】 / 2010年2月 文春文庫【上・下】） - 「模倣犯」のフリーライター・前畑滋子が再び登場
- 英雄の書（2009年2月 毎日新聞社【上・下】 / 2011年5月 光文社カッパ・ノベルス / 2012年6月 新潮文庫【上・下】）
- 小暮写眞館（2010年5月 講談社 / 2013年10月 講談社文庫【上・下】 / 2016年12月 I、II 世界の縁側、2017年1月 III カモメの名前、IV 鉄路の春 新潮文庫nex / 2025年2月 新潮文庫【上・下】）
- チヨ子（2011年7月 光文社文庫）
  - 収録作品：雪娘（「雪ン子」を改題） / オモチャ / チヨ子 / いしまくら / 聖痕
- ソロモンの偽証
  - 第I部 事件（2012年8月 新潮社 / 2014年8月 新潮文庫【上・下】）
  - 第II部 決意（2012年9月 新潮社 / 2014年9月 新潮文庫【上・下】）
  - 第III部 法廷（2012年10月 新潮社 / 2014年10月 新潮文庫【上・下】）
    - 「第III部 法廷」の文庫版下巻には書き下ろし中編「負の方程式」を収載（杉村三郎・登場）
- 悲嘆の門（2015年1月 毎日新聞社【上・下】 / 2017年11月 新潮文庫【上・中・下】）
- 過ぎ去りし王国の城（2015年4月 KADOKAWA / 2018年6月 角川文庫）
- さよならの儀式（2019年7月 河出書房新社 / 2022年10月 河出文庫）
  - 収録作品：母の法律 / 戦闘員 / わたしとワタシ / さよならの儀式 / 星に願いを / 聖痕 / 海神の裔 / 保安官の明日
- ぼんぼん彩句（2023年4月 角川文化振興財団）

### 時代小説

#### お初シリーズ
- 震える岩 霊験お初捕物控（1993年9月 新人物往来社 / 1997年9月 講談社文庫 / 2014年3月 講談社文庫【新装版】）
- 天狗風 霊験お初捕物控2（1997年11月 新人物往来社 / 2001年9月 講談社文庫 / 2014年4月 講談社文庫【新装版】）

#### 「茂七」シリーズ
- 本所深川ふしぎ草紙（1991年3月 新人物往来社 / 1995年8月 新潮文庫）
- かまいたち（1992年1月 新人物往来社 / 1996年9月 新潮文庫 / 2007年3月 講談社青い鳥文庫）
  - 収録作品：かまいたち / 師走の客 / 迷い鳩 / 騒ぐ刀
- 幻色江戸ごよみ（1994年7月 新人物往来社 / 1998年8月 新潮文庫 / 2000年9月 埼玉福祉会 大活字本シリーズ）
  - 収録作品：鬼子母火 / 紅の玉 / 春花秋燈 / 器量のぞみ / 庄助の夜着 / まひごのしるべ / だるま猫 / 小袖の手 / 首吊り御本尊 / 神無月 / 侘助の花 / 紙吹雪
- 初ものがたり（1995年7月 PHP研究所 / 1997年3月 PHP文庫 / 1999年8月 新潮文庫 / 2001年5月 PHP研究所【愛蔵版】/ 2003年5月 埼玉福祉会 大活字本シリーズ / <完本>初ものがたり 2013年7月 PHP文芸文庫 未刊行の2篇を収録） - 連作短編集
  - 収録作品：お勢殺し / 白魚の目 / 鰹千両 / 太郎柿次郎柿 / 凍る月 / 遺恨の桜 / 糸吉の恋（愛蔵版、完本のみ収録）/ 寿の毒 / 鬼は外（完本収録、末尾2篇）
- 堪忍箱（1996年10月 新人物往来社 / 2001年10月 新潮文庫）
  - 収録作品：堪忍箱 / かどわかし / 敵（かたき）持ち / 十六夜髑髏 / お墓の下まで / 謀りごと / てんびんばかり / 砂村新田
- あやし〜怪〜（2000年7月 角川書店）
  - 【改題】あやし（2003年4月 角川文庫 / 2007年5月 埼玉福祉会 大活字本シリーズ【上・下】 / 2007年11月 角川ホラー文庫 / 2012年7月 新人物ノベルス）
    - 収録作品：居眠り心中 / 影牢 / 布団部屋 / 梅の雨降る / 安達家の鬼 / 女の首 / 時雨鬼 / 灰神楽 / 蜆塚

#### 「ぼんくら」シリーズ
- ぼんくら（2000年4月 講談社 / 2004年4月 講談社文庫【上・下】 / 2009年11月 埼玉福祉会 大活字本シリーズ【上・中・下】）
- 日暮らし（2004年12月 講談社【上・下】 / 2008年11月 講談社文庫【上・中・下】 / 2011年9月 講談社文庫 新装版【上・下】）
  - 収録作品：おまんま / 嫌いの虫 / 子盗り鬼 / なけなし三昧 / 日暮らし
- おまえさん（2011年9月 講談社【上・下】 / 2011年9月 講談社文庫【上・下】）

#### 「三島屋変調百物語」シリーズ
- おそろし 三島屋変調百物語事始（2008年7月 角川書店 / 2010年6月 新人物ノベルス / 2012年4月 角川文庫 / 2013年6月 埼玉福祉会 大活字本シリーズ）
  - 収録作品：曼珠沙華 / 凶宅 / 邪恋 / 魔鏡 / 家鳴り
- あんじゅう 三島屋変調百物語事続（2010年7月 中央公論新社 / 2012年2月 新人物ノベルス / 2013年6月 角川文庫）
  - 収録作品：逃げ水 / 藪から千本 / 暗獣 / 吼える仏
- 泣き童子（わらし） 三島屋変調百物語参之続（2013年6月 文藝春秋 / 2016年6月 角川文庫）
  - 収録作品：魂取の池 / くりから御殿 / 泣き童子 / 小雪舞う日の怪談語り / まぐる笛 / 節気顔
- 三鬼（さんき） 三島屋変調百物語四之続（2016年12月 日本経済新聞出版社 / 2019年6月 角川文庫） - 連載時『迷いの旅籠』を改題
  - 収録作品：迷いの旅籠 / 食客ひだる神 / 三鬼 / おくらさま
- あやかし草紙（ぞうし） 三島屋変調百物語伍之続 （2018年4月 KADOKAWA / 2020年6月 角川文庫）
  - 収録作品：開けずの間 / だんまり姫 / 面の家 / あやかし草紙 / 金目の猫
- 黒武御神火御殿（くろたけ ごじんかごてん） 三島屋変調百物語六之続 （2019年12月 毎日新聞出版 / 2022年6月 角川文庫）
  - 収録作品：泣きぼくろ / 姑の墓 / 同行二人 / 黒武御神火御殿
- 魂手形 三島屋変調百物語七之続（2021年3月 KADOKAWA / 2023年6月 角川文庫）
  - 収録作品：火焰太鼓 / 一途の念 / 魂手形
- よって件のごとし 三島変調百物語八之続（2022年7月 KADOKAWA / 2024年6月 角川文庫）
  - 収録作品：賽子と虻 / 土鍋女房 / よって件のごとし
- 青瓜不動 三島変調百物語九之続（2023年7月 KADOKAWA / 2025年6月 角川文庫）
  - 収録作品：青瓜不動 / だんだん人形 / 自在の筆 / 針雨の里
- 猫の刻参り 三島屋変調百物語拾之続（2025年2月 新潮社）
  - 収録作品：猫の刻参り / 甲羅の伊達 / 百本包丁 / 富次郎の話――命の取引き

#### 「きたきた捕物帖」シリーズ
- きたきた捕物帖（2020年5月 PHP研究所 / 2022年3月 PHP文芸文庫）
  - 収録作品：ふぐと福笑い / 双六神隠し / だんまり用心棒 / 冥土の花嫁
- 子宝船 きたきた捕物帖（二）（2022年5月 PHP研究所 / 2024年8月 PHP文芸文庫）
  - 収録作品：子宝船 / おでこの中身 / 人魚の毒
- 気の毒ばたらき きたきた捕物帖（三） （2024年10月 PHP研究所）
  - 収録作品：気の毒ばたらき / 化け物屋敷

#### シリーズ外作品
- あかんべえ（2002年3月 PHP研究所 / 2006年12月 新潮文庫【上・下】 / 2016年12月 埼玉福祉会 大活字本シリーズ【上・中・下】）
- 孤宿の人（2005年6月 新人物往来社【上・下】 / 2008年5月 新人物ノベルス【上・下】 / 2009年11月 新潮文庫【上・下】）
- ばんば憑き（2011年3月 角川書店 / 2012年7月 新人物ノベルス）
  - 【改題】お文の影（2014年6月 角川文庫 / 2019年11月 埼玉福祉会 大活字本シリーズ【上・下】）
    - 収録作品：坊主の壺 / お文の影 / 博打眼 / 討債鬼 / ばんば憑き / 野槌の墓
- 桜ほうさら（2013年2月 PHP研究所 / 2016年1月 PHP文芸文庫【上・下】）
- 荒神（2014年8月 朝日新聞出版 / 2017年7月 新潮文庫）
- この世の春（2017年8月 新潮社【上・下】/ 2019年11月 新潮文庫【上・中・下】）

### エッセイ他・紀行文
- 平成お徒歩日記（1998年6月 新潮社 / 2000年12月 新潮文庫 / 2008年5月 新潮社【新装版】）
  - 【改題】ほのぼのお徒歩日記（2019年12月 新潮文庫）
- やっぱり宮部みゆきの怪談が大好き!（2011年8月 新人物往来社 / 2013年8月 中経出版 新人物文庫） - 宮部みゆき編集、北村薫との対談、短編「曼珠沙華」、「だるま猫」と岡本綺堂「指輪一つ」、福澤徹三「怪の再生」を収録。 
  - 【改題・再編】『宮部みゆきの江戸怪談散歩』（2018年3月 角川文庫)
- 宮部みゆき全一冊（2018年10月 新潮社）- 単行本未収録短編・エッセイ、ロングインタビュー、全作品年表などを収録した作家生活30周年記念のコンプリートブック。
- 宮部みゆきが「本よみうり堂」でおすすめした本 2015-2019（2023年11月 中公新書ラクレ）

### 絵本
- ぱんぷくりん 鶴之巻（2004年6月 PHP研究所）
- ぱんぷくりん 亀之巻（2004年6月 PHP研究所）
- ぱんぷくりん（2010年10月 PHP文芸文庫）
  - 上記3点の絵：黒鉄ヒロシ
- 悪い本（2011年10月 岩崎書店） - 絵：吉田尚令
- ヨーレのクマー （2016年11月 KADOKAWA） - 絵：佐竹美保 - 『悲嘆の門』に登場する架空の絵本を実作化

### 共著・その他
- だからミステリーは面白い 気鋭BIG4 対論集（1995年3月 有学書林） - 共著：井沢元彦、大沢在昌、高橋克彦
- 運命の剣のきばしら（1997年6月 PHP研究所 / 1999年2月 PHP文庫）「あかね転生」- 中村隆資、火坂雅志、東郷隆、安部龍太郎、鳴海丈、宮本昌孝とのリレー小説
- チチンプイプイ（2000年4月 文藝春秋 / 2002年12月 文春文庫） - 室井滋との対談集
- 大極宮（2002年9月 角川文庫） - 共著：大沢在昌、京極夏彦
- ホラー・ジャパネスクを語る（2003年5月 双葉社） - 東雅夫との対談集
  - 【改題】ホラー・ジャパネスク読本（2006年3月 双葉文庫）
- 大極宮2（2003年8月 角川文庫） - 共著：大沢在昌、京極夏彦
- 大極宮3 コゼニ好きの野望篇（2004年11月 角川文庫） - 共著：大沢在昌、京極夏彦
- 山本博文教授の江戸学講座（2007年3月 PHP文庫） - 共著：逢坂剛、山本博文
- 昭和史の10大事件（2015年8月 東京書籍 / 2018年3月 文春文庫） - 共著：半藤一利

### アンソロジー（編纂）
- 推理短編六佳撰（1995年11月 創元推理文庫） - 共編：北村薫
- 贈る物語 Terror（2002年11月19日 光文社）
  - 【改題】贈る物語 Terror みんな怖い話が大好き（2006年12月7日 光文社文庫）
- 松本清張傑作短篇コレクション（2004年11月 文春文庫【上・中・下】）
- スペシャル・ブレンド・ミステリー 謎002（2007年9月 講談社文庫）
- 名短篇、ここにあり（2008年1月 ちくま文庫） - 共編：北村薫
- 名短篇、さらにあり（2008年2月 ちくま文庫） - 共編：北村薫
- 読んで、「半七」!（2009年5月 ちくま文庫） - 共編：北村薫
- もっと、「半七」!（2009年6月 ちくま文庫） - 共編：北村薫
- 松本清張傑作選 戦い続けた男の素顔 宮部みゆきオリジナルセレクション（2009年7月 新潮社 / 2013年4月 新潮文庫）
- とっておき名短篇（2011年1月 ちくま文庫） - 共編：北村薫
- 名短篇ほりだしもの（2011年1月 ちくま文庫） - 共編：北村薫
- 読まずにいられぬ名短篇（2014年5月 ちくま文庫） - 共編：北村薫
- 教えたくなる名短篇（2014年6月 ちくま文庫） - 共編：北村薫
- 撫子が斬る 女性作家捕物帳アンソロジー（2018年12月 角川文庫）
- 半七捕物帳 江戸探偵怪異譚（2019年12月 新潮文庫nex）
- 選んで、語って、読書会〈1〉（2025年3月 創元推理文庫） - 共編：有栖川有栖、北村薫
- 選んで、語って、読書会〈2〉（2025年3月 創元推理文庫） - 共編：有栖川有栖、北村薫

### アンソロジー（収録）
「」内が宮部みゆきの作品

#### 日本推理作家協会・編
- 推理小説代表作選集 1988年版（1988年5月 講談社）「我らが隣人の犯罪」
  - 【改題】頭脳明晰、特技殺人 ミステリー傑作選24（1993年4月 講談社文庫）
- 推理小説代表作選集 1990年版（1990年5月 講談社）「サボテンの花」
  - 【改題・再編集】明日からは、殺人者 ミステリー傑作選26（1994年4月 講談社文庫）
- 推理小説代表作選集 1991年版（1991年5月 講談社）「とり残されて」
  - 【改題・再編集】完全犯罪はお静かに ミステリー傑作選28（1995年5月 講談社文庫）
- 推理小説代表作選集 1993年版（1993年6月 講談社）「六月は名ばかりの月」
  - 【改題】もうすぐ犯行記念日 ミステリー傑作選30（1996年4月 講談社文庫）
- 「傑作推理（ベスト・オブ・ベスト）」大全集〈上〉（1995年6月 光文社カッパ・ノベルス）「過ぎたこと」
  - 【改題】仮面のレクイエム 日本のベストミステリー選集25（1998年6月 光文社文庫）
- 推理小説代表作選集 推理小説年鑑 1996年版（1996年6月 講談社）「人質カノン」
  - 【改題】ミステリー傑作選35 どたん場で大逆転（1999年4月 講談社文庫）
- 日本ベストミステリー「珠玉集」〈上〉（1992年6月 カッパ・ノベルス）「勝ち逃げ」
  - 【改題】破滅のプレリュード（1997年2月 光文社文庫）
- 殺人前線北上中 ミステリー傑作選 （1997年4月 講談社文庫）「のっぽのドロレス」
- 最新「珠玉推理（ベスト・オブ・ベスト）」大全〈下〉（1998年10月 光文社カッパ・ノベルス）「砂村新田」
  - 【改題】闇夜の芸術祭（2003年4月 光文社文庫）
- ザ・ベストミステリーズ 2001 推理小説年鑑（2001年6月 講談社）「時雨鬼」
  - 【分冊・改題】終日犯罪 ミステリー傑作選（2004年6月 講談社文庫）
- ミステリー傑作選・特別編6 自選ショート・ミステリー2（2001年10月 講談社文庫）「車坂」
- 事件現場に行こう 最新ベスト・ミステリーカレイドスコープ編（2001年11月 光文社カッパ・ノベルス）「いしまくら」
  - 【改題】事件現場に行こう 日本ベストミステリー選集33（2006年4月 光文社文庫）
- ザ・ベストミステリーズ 2003 推理小説年鑑（2003年7月 講談社）「なけなし三昧」
  - 【分冊・改題】殺人の教室 ミステリー傑作選（2006年4月 講談社文庫）
- 推理作家になりたくて第1巻 マイベストミステリー匠（2003年6月 文藝春秋）「決して見えない」、書き下ろしエッセイ「ピカリと閃いて」
  - 【分冊・改題】マイ・ベスト・ミステリー1（2007年8月 文春文庫）
- 名探偵を追いかけろ（2004年10月 光文社カッパ・ノベルス / 2007年5月 光文社文庫）「鬼は外」
- 東野圭吾選 スペシャル・ブレンド・ミステリー 謎001（2006年9月 講談社文庫）「サボテンの花」
- 不思議の足跡（2007年10月 光文社カッパ・ノベルス / 2011年4月 光文社文庫）「チヨ子」
- ミステリーの書き方（2010年11月 幻冬舎 / 2015年10月 幻冬舎文庫）※執筆作法「プロットの作り方」
- 桜庭一樹選 スペシャル・ブレンド・ミステリー 謎007（2012年10月 講談社文庫）「人質カノン」
- 奇想博物館（2013年12月 光文社 / 2017年5月 光文社文庫）
- 綾辻行人選 スペシャル・ブレンド・ミステリー 謎009（2014年9月 講談社文庫）「我らが隣人の犯罪」
- 隣りの不安、目前の恐怖 日本推理作家協会賞受賞作家傑作短編集3（2016年6月 双葉文庫）「さよなら、キリハラさん」
- 推理作家謎友録 日本推理作家協会70周年記念エッセイ（2017年8月 角川文庫）※エッセイアンソロジー
- ザ・ベストミステリーズ 2018 推理小説年鑑（2018年5月 講談社）「虹」

#### 日本文藝家協会・編
- 現代の小説1992（1992年5月 徳間書店）「決して見えない」
- 現代の小説1993（1993年5月 徳間書店）「不文律」
- 短篇ベストコレクション 現代の小説2005（2005年6月 徳間文庫）「チヨ子」
- 短篇ベストコレクション 現代の小説2008（2008年6月 徳間文庫）「“旅人”を待ちながら」

#### 日本ペンクラブ・編
- 教室は危険がいっぱい 学園ミステリー傑作集（1996年4月 光文社文庫）「サボテンの花」
- 闇に香るもの（2004年8月 新潮文庫）「この子誰の子」
- 撫子が斬る 女性作家捕物帳アンソロジー（2005年9月 光文社文庫 / 2018年12月 角川文庫【上・下】）「鰹千両」
- 人恋しい雨の夜に せつない小説アンソロジー（2006年6月 光文社文庫）「いつも二人で」

#### その他
- 棋翁戦てんまつ記（1995年3月 集英社 / 2018年3月 集英社文庫）「御敵、船戸与一様」
- 誘惑 女流ミステリー傑作選（1999年1月 徳間文庫）「我らが隣人の犯罪」
- 白のミステリー 女性ミステリー作家傑作選（1997年12月 光文社）「弓子の後悔」
  - 【改題・再編集】秘密の手紙箱 女性ミステリー作家傑作選3（1999年11月 光文社文庫）
- 私は殺される 女流ミステリー傑作選（2001年3月 ハルキ文庫）「不文律」
- 悪魔のような女 女流ミステリー傑作選（2001年7月 ハルキ文庫）「十年計画」
- 緋迷宮 ミステリー・アンソロジー（2001年12月 祥伝社文庫）「おたすけぶち」
- 蒼迷宮 ミステリー・アンソロジー（2002年3月 祥伝社文庫）「祝・殺人」
- 危険な関係 女流ミステリー傑作選（2002年5月 ハルキ文庫）「ドルシネアにようこそ」
- 七つの危険な真実（2004年2月 新潮文庫）「返事はいらない」
- はじめての文学 宮部みゆき（2007年3月 文藝春秋）「心とろかすような」「朽ちてゆくまで」「馬鹿囃子」「砂村新田」 - 自選アンソロジー
- 文豪さんへ。近代文学トリビュートアンソロジー（2009年12月 MF文庫ダ・ヴィンチ）「手袋の花 / 新美南吉『手袋を買いに』を語る」
- NOVA 2 書き下ろし日本SFコレクション（2010年7月 河出文庫）「聖痕」
- NOVA 6 書き下ろし日本SFコレクション（2011年11月 河出文庫）「保安官の明日」
- 短編工場（2012年10月 集英社文庫）「チヨ子」
- SF JACK（2013年3月 角川書店 / 2016年2月 角川文庫）「さよならの儀式」
- 日本SF短篇50 日本SF作家クラブ創立50周年記念アンソロジーIV 1993 - 2002（2013年8月 ハヤカワ文庫JA）「朽ちてゆくまで」
- 冬ごもり 時代小説アンソロジー（2013年12月 角川文庫）「鬼子母火」
- さよならの儀式 年刊日本SF傑作選（2014年6月 創元SF文庫）「さよならの儀式」
- 私がデビューしたころ ミステリ作家51人の始まり（2014年6月 東京創元社）※エッセイアンソロジー「十五年ひと昔」
- 失われた空 日本人の涙と心の名作8選（2014年9月 新潮文庫）「庄助の夜着」
- NOVA+ バベル 書き下ろし日本SFコレクション（2014年10月 河出文庫）「戦闘員」
- 日本文学100年の名作 第8巻 薄情くじら（2015年3月 新潮文庫）「神無月」
- 古書ミステリー倶楽部 傑作推理小説集3（2015年5月 光文社文庫）「のっぽのドロレス」
- 疾走する刻 冒険の森へ 傑作小説大全20（2015年9月 集英社）「スナーク狩り」
- NOVA+ 屍者たちの帝国 書き下ろし日本SFコレクション（2015年10月 河出文庫）「海神の裔」
- 法の代行者 冒険の森へ 傑作小説大全12（2015年11月 集英社）「八月の雪」
- 孤絶せし者 冒険の森へ 傑作小説大全19（2015年12月 集英社）「車坂」
- アリス殺人事件 不思議の国のアリスミステリーアンソロジー（2016年6月 河出文庫）「白い騎士は歌う」
- ヴィジョンズ（2016年10月 講談社）「星に願いを」
- 宮辻薬東宮（2017年6月 講談社 / 2019年11月 講談社文庫）「人・で・なし」
- 短編伝説 めぐりあい（2017年8月 集英社文庫）「この子誰の子」
- あやかし〈妖怪〉時代小説傑作選 （2017年11月 PHP文芸文庫）「逃げ水」
- なぞとき〈捕物〉時代小説傑作選 （2018年1月 PHP文芸文庫）「鰹千両」
- なさけ〈人情〉時代小説傑作選 （2018年3月 PHP文芸文庫）「首吊り御本尊」
- ショートショートドロップス（2019年11月 キノブックス / 2021年2月 角川文庫）「チヨ子」
- あなたに謎と幸福を ハートフル・ミステリー傑作選（2019年7月  PHP文芸文庫）「ドルシネアにようこそ」
- まんぷく〈料理〉時代小説傑作選（2020年1月 PHP文芸文庫）「お勢殺し」
- ねこだまり〈猫〉時代小説傑作選（2020年2月 PHP文芸文庫）「だるま猫」
- もののけ〈怪異〉時代小説傑作選（2020年3月 PHP文芸文庫）「蜆塚」
- 商売繁盛 時代小説アンソロジー（2020年11月 角川文庫）「坊主の壺」
- わらべうた〈童子〉時代小説傑作選（2021年7月 PHP文芸文庫）「かどわかし」
- はじめての（2022年2月 水鈴社）「色違いのトランプ」
- 味比べ 時代小説アンソロジー（2022年3月 角川文庫）「食客ひだる神」
- 絶対名作！ 十代のためのベスト・ショート・ミステリー 涙と笑いのミステリー（2022年2月 汐文社）「サボテンの花」
- はなごよみ 〈草花〉時代小説傑作選（2020年1月 PHP文芸文庫）「侘助の花」
- あなたの涙は蜜の味 イヤミス傑作選（2022年9月 PHP文芸文庫）「裏切らないで」
- 絶滅のアンソロジー 真藤順丈リクエスト！（2022年9月 光文社文庫）「僕のルーニー」
- はらぺこ 〈美味〉時代小説傑作選（2022年10月 PHP文芸文庫）「糸吉の恋」
- ぬくもり 〈動物〉時代小説傑作選（2022年11月 PHP文芸文庫）「迷い鳩」
- 血ぬられた都市伝説 キミが開く恐怖の扉 ホラー傑作コレクション（2025年2月 汐文社）「オモチャ」
- 信念 浪人小説傑作選（2020年11月 角川文庫）「敵持ち」

### 連載
- Ghost Story （新潮社『小説新潮』 2018年8月号 - （不定期））
- 女神の苦笑（光文社『ジャーロ (文芸誌)』2017年6月 -（不定期））
- 杉村三郎シリーズ （文藝春秋『オール讀物』2017年11月号 - （読み切り形式連載 不定期））

### 単行本未収録作品
- 殴る女『小説NON』1990年9月号
- 殺しのあった家 『小説新潮』1994年3月号、2017年6月号再掲載
- 泣き虫のドラゴン『小説新潮』1996年1月号 新潮社創立100年記念、2017年6月号再掲載
- お年玉小説 あなた「朝日新聞」2002年1月1日掲載新潮社全面広告掲載、『小説新潮』2017年6月号再掲載

### 連載中断・未完
- 「魔法を売る店」連作（光文社『小説宝石』）1992年9月号[42] - 1993年4月号（第3話）[43] 第2話「弓子の後悔」（『小説宝石』1992年12月号）のみアンソロジー『白のミステリー』所収[44]。
- 『ステップファザー・ステップ』の続編[45]
  - バッド・カンパニー （集英社『小説すばる』1997年1月号）
  - ダブル・シャドウ （集英社『小説すばる』1998年1月号）
  - マザーズ・ソング （集英社『小説すばる』1998年5月号）
  - ファザーズ・ランド （集英社『小説すばる』1998年12月号、1999年1月号）
- ウィルソン・シティ （集英社『小説すばる』）[45]
- タクシードライバー尾藤浩一のちょっと奇妙な業務日誌、第1部「誘拐」、第2部「心眼」（新潮社『小説新潮』連載、1999年2月号[46] - 2000年10月号）
- 17 ゼプツェン （文藝春秋『週刊文春』連載、1999年12月9日号[47] - 2001年10月18日号）

### 解説
- 赤川次郎『ベビーベッドはずる休み』（1991年4月 集英社文庫 )
- 「気配りと頑固さと」北村薫『覆面作家は二人いる』（1997年11月 角川文庫）
- 有栖川有栖『スウェーデン館の謎』（1998年5月 講談社文庫）
- 山口雅也『日本殺人事件』（1998年5月 角川文庫）
- ドナルド・E・ウェストレイク『悪党たちのジャムセッション』（1999年5月 角川文庫）
- 「平吉の幸せ」半村良『どぶどろ』（2001年12月 扶桑社文庫）
- 柄刀一『ifの迷宮』（2003年4月 光文社文庫）
- 高野和明 『13階段』 （2004年 講談社文庫）

### 推薦文
- 浅見雅男『大正天皇 婚約解消事件』（2018年6月 角川ソフィア文庫）[48]

## 外国語訳
- All She Was Worth（1996年1月 講談社インターナショナル）
『火車』の英訳、アルフレッド・バーンバウム訳
- The Book of Heroes
『英雄の書』の英訳、アレクサンダー・O・スミス訳
- Brave Story
『ブレイブ・ストーリー』の英訳、アレクサンダー・O・スミス訳
- Crossfire（2005年9月 講談社）
『クロスファイア』の英訳、岩渕デボラ・磯崎アンナ訳
- Shadow Family（2004年9月 講談社インターナショナル）
『R.P.G.』の英訳、Juliet Winters Carpenter訳
- R.P.G. JUEGO DE ROL（2012年1月 QUATERNI）
『R.P.G.』のスペイン語訳

## メディア・ミックス

### テレビドラマ
NHK系
- 蒲生邸事件（1998年11月26日、主演：いしだ壱成）
- 金曜時代劇
  - 茂七の事件簿 ふしぎ草紙シリーズ（主演：高橋英樹）
    - 茂七の事件簿 ふしぎ草紙（2001年6月29日 - 9月21日、全10話、原作：本所深川ふしぎ草紙 / 初ものがたり / 幻色江戸ごよみ）
    - 茂七の事件簿 新ふしぎ草紙（2002年6月28日 - 9月20日、全10話、原作：かまいたち / 本所深川ふしぎ草紙 / 幻色江戸ごよみ / 寿の毒 / 堪忍箱）
    - 茂七の事件簿3 ふしぎ草紙（2003年7月11日 - 8月8日、全5話、原作：本所深川ふしぎ草紙 / 堪忍箱 / かまいたち / 砂村新田）

- R.P.G.〜作られた家族の秘密〜（2003年7月26日、主演：後藤真希）
- プレミアムドラマ
  - 小暮写眞館（2013年3月31日 - 4月21日、全4話、主演：神木隆之介）

- NHK正月時代劇
  - 桜ほうさら（2014年1月1日、主演：玉木宏）

- ザ・プレミアム
  - おそろし〜三島屋変調百物語（2014年8月30日 - 9月27日、全5話、主演：波瑠）

- 木曜時代劇
  - ぼんくら（2014年10月16日 - 12月18日、全10話、主演：岸谷五朗）
  - ぼんくら2（2015年10月22日 - 12月3日、全7話、主演：岸谷五朗、原作：日暮らし）

- スペシャルドラマ
  - 荒神（2018年2月17日、主演：内田有紀）

日本テレビ系
- 火曜サスペンス劇場
  - 六月の花嫁 祝・殺人（1988年6月21日、主演：松本伊代、原作：『我らが隣人の犯罪』所収）
  - 魔術はささやく（1990年4月3日、主演：山口智子）

TBS系
- パナソニック ドラマシアター
  - ステップファザー・ステップ（2012年1月9日 - 3月19日、全11話、主演：上川隆也）
  - 宮部みゆきミステリー パーフェクト・ブルー（2012年10月8日 - 12月17日、全11話、主演：瀧本美織）

- 月曜ゴールデン
  - 宮部みゆき・4週連続“極上”ミステリー
    - 第一夜・理由（2012年5月7日、主演：寺尾聰）
    - 第二夜・スナーク狩り（2012年5月14日、主演：伊藤淳史）
    - 第三夜・長い長い殺人（2012年5月21日、主演：長塚京三） - 2007年11月4日にWOWOWで放送されたものを再編集
    - 第四夜・レベル7（2012年5月28日、主演：玉木宏、杏）

- 月曜ミステリーシアター
  - 名もなき毒（2013年7月8日 - 9月16日、全11話、主演：小泉孝太郎）
  - ペテロの葬列（2014年7月7日 - 9月15日、全11話、主演：小泉孝太郎）

フジテレビ・関西テレビ系
- 月曜サスペンスシリーズ（関西テレビ）
  - 不思議サスペンス サボテンの花（1991年9月23日、主演：紺野美沙子、原作：『我らが隣人の犯罪』所収）
  - 不思議サスペンス たった一人（1992年8月17日、主演：畠田理恵、原作：『とり残されて』所収）
  - サスペンス・明日の13章 変身 もう一人の私（1993年6月7日、主演：伊藤かずえ、原作：言わずにおいて『返事はいらない』所収）
  - 愛と疑惑のサスペンス 一瞬の真実（1994年2月7日、主演：相楽晴子、原作：枝葉の真実）
  - 愛と疑惑のサスペンス レベル7-空白の90日-（1994年3月28日、主演：浅野ゆう子）

- 金曜エンタテイメント
  - 龍は眠る（1994年4月22日、主演：石黒賢）

- 世にも奇妙な物語 20周年スペシャル・秋 〜人気作家競演編〜「燔祭」（2010年10月4日、主演：広末涼子）
- 金曜プレステージ
  - 魔術はささやく（2011年9月9日、主演：木村佳乃）
  - 淋しい狩人（2013年9月20日、主演：北大路欣也）

テレビ朝日系
- 土曜ワイド劇場
  - 運命の銃口 東京〜金沢500キロ・愛と憎しみの旅路（朝日放送制作、1992年11月21日、主演：田中邦衛、原作：スナーク狩り）
  - 火車 カード破産の女!（1994年2月5日、主演：三田村邦彦）

- 幻想ミッドナイト
  - 第4話・言わずにおいて（1997年10月25日、主演：河合美智子、原作：『返事はいらない』所収））

- 宮部みゆき原作 ドラマスペシャル『火車』（2011年11月5日、主演：上川隆也）
- ドラマプレミアム
  - 霊験お初〜震える岩〜（2024年5月4日、主演：上白石萌音、原作：震える岩 霊験お初捕物控）

テレビ東京系
- 模倣犯（2016年9月21・22日、主演：中谷美紀）

WOWOW
- ドラマW
  - 理由（2004年4月29日） - のちに劇場公開や日本テレビ系で一部を再構築してドキュメント版として放送される。
  - 宮部みゆき「長い長い殺人」（2007年11月4日、主演：長塚京三） - のちに劇場公開やTBS系で再編集して放送される。
  - パーフェクト・ブルー（2010年2月7日、主演：加藤ローサ） - のちに劇場公開もされる。

- 連続ドラマW
  - 楽園（2017年1月8日 - 2月12日、全6話、主演：仲間由紀恵）
  - 宮部みゆき「ソロモンの偽証」（2021年10月3日 - 11月21日、全8話、主演：上白石萌歌） - WOWOW開局30周年記念

韓国ドラマ
- ソロモンの偽証（2016年12月16日 - 2017年1月28日、JTBC、主演：キム・ヒョンス）

台湾ドラマ
- 模仿犯（2023年3月31日、Netflix、主演：ウー・カンレン）

### ラジオドラマ
- 青春アドベンチャー（NHK-FM放送）
  - 今夜は眠れない（1996年12月2日 - 13日、全10回、出演：伊崎充則・石田太郎 他）
    - 夢にも思わない（1997年10月6日 - 17日、全10回、出演：伊崎充則・石田太郎 他）

  - 蒲生邸事件（1999年2月15日 - 2月26日、全10回、出演：林泰文 他）
- 宮部みゆき ラジオドラマシリーズ「ぼんくら・日暮らし」（朝日放送）
  - ぼんくら（2005年10月 - 12月、全12回）
  - 日暮らし（2006年1月 - 3月、全12回）
- 孤宿の人（2008年4月6日 - 5月25日、全8回、NHK-FM放送「新日曜名作座」、出演：西田敏行・竹下景子）

### 舞台
- ありがとうサボテン先生（2002年3月6日 - 3月28日、日生劇場、主演：いかりや長介、原作：サボテンの花）
- サボテンの花（2007年3月1日 - 3月6日、シアターBRAVA! 他、演劇集団キャラメルボックス）

### 映画
- クロスファイア（2000年6月10日公開、監督：金子修介、主演：矢田亜希子）
- 模倣犯（2002年6月8日公開、監督：森田芳光、主演：中居正広）
- 理由（2004年12月18日公開、配給：アスミック・エースエンタテインメント、監督：大林宣彦） - 2004年4月29日にWOWOWで放送されたもの
- ブレイブ・ストーリー（2006年7月8日公開、アニメ、配給：ワーナー・ブラザース、監督：千明孝一、声：松たか子 他）
- 長い長い殺人（2008年5月31日公開、監督：麻生学、主演：長塚京三） - 2007年11月4日にWOWOWで放送されたもの
- パーフェクト・ブルー（2010年9月18日公開、配給：角川シネプレックス、監督：下山天、主演：加藤ローサ） - 2010年2月7日にWOWOWで放送されたもの
- 火車 HELPLESS（2012年公開、韓国映画）
- ソロモンの偽証 前編・後編（2015年3月7日・4月11日連続公開、配給：松竹、主演：藤野涼子）

### 漫画
- ブレイブ・ストーリー〜新説〜（2004年4月 - 2008年5月 新潮社 バンチコミックス、作画：小野洋一郎、全20巻）
  - ブレイブ・ストーリー新説〜十戒の旅人〜（2014年9月 - 2016年12月 新潮社 パンチコミックス、作画：小野洋一郎、全3巻）
- ブレイブストーリー（2006年7月 小学館 てんとう虫コミックス、作画：姫川明、全1巻）
- 霊験お初捕物控（2006年11月 - 2008年6月 秋田書店 プリンセス・コミックス・デラックス、作画：坂口よしを、全4巻）
  - 天狗風〜霊験お初捕物控〜（2009年4月 - 10月 秋田書店 プリンセス・コミックス・デラックス、作画：坂口よしを、全2巻）
- ドリームバスター（2007年9月 - 2010年9月 徳間書店 RYU COMICS、作画：中平正彦、全7巻）
- スナーク狩り（2008年8月 - 2009年2月 新潮社 パンチコミックス、作画：オオイシヒロト、全3巻）
- クロスファイア（2008年9月 - 2009年9月 メディアファクトリー MFコミックス、作画：藤森ゆゆ缶、全2巻）
  - クロスファイアアナザーストーリー（2009年9月 メディアファクトリー MFコミックス、作画：藤森ゆゆ缶、全1巻）
- ぼんくら（2010年8月 PHP研究所 PHPコミックス、作画：菊地昭夫、既刊1巻）
- お江戸ふしぎ噺 あやし（2012年2月 角川書店 怪COMIC、作画：皇なつき、全1巻 / 2021年2月 角川ホラー文庫、全1巻）
- 回向院の茂七〜ふしぎ江戸暦〜（2013年3月 リイド社 SPコミックス、作画：的場健、全1巻）
- 三島屋変調百物語（2023年6月 - 刊行中 KADOKAWA　BRIDGE COMICS、作画：宮本福助、既刊4巻）

## メディア出演

### テレビドラマ
- 京極夏彦 「怪」 第4話「福神ながし」（2000年9月15日、WOWOW） - みゆき亭お初 役

### 映画
- 妖怪大戦争（2005年8月16日公開、監督：三池崇史） - 宮部先生 役
- ブレイブ・ストーリー（2006年7月8日公開、アニメ映画、監督：千明孝一） - パック 役（声の出演）

### テレビ番組
- ボクらの時代（2010年12月12日、フジテレビ） - トーク相手は五木寛之、北方謙三

### ラジオ番組
- すっぴん!（2015年5月18日、NHKラジオ第一、トークテーマ〈ありそうでないものを描く〉）